# Hernán Figueredo
Hernán Figueredo Alonzo. Conocido como “Tofi” Figuredo.(Montevideo, Uruguay, 15 de mayo de 1985) es un futbolista uruguayo. Juega de mediocampista y es ídolo en Liverpool Fútbol Club de la Primera División de Uruguay.

## Clubes
| Club                    | País        | Año         | Part. | Goles | Asist. | Prom. G-A |
| ----------------------- | ----------- | ----------- | ----- | ----- | ------ | --------- |
| Bella Vista             | Uruguay     | 2006 - 2008 | 23    | 4     | 3      | 0.30      |
| Villa Española (cedido) | Uruguay     | 2008        | 13    | 4     | 2      | 0.46      |
| Bella Vista             | Uruguay     | 2009        | 17    | 3     | 2      | 0.29      |
| Liverpool               | Uruguay     | 2009 - 2012 | 78    | 9     | 10     | 0.24      |
| Dinamo Minsk            | Bielorrusia | 2012 - 2015 | 99    | 25    | 11     | 0.36      |
| Deportes Tolima         | Colombia    | 2015 - 2016 | 27    | 2     | 1      | 0.11      |
| Torque                  | Uruguay     | 2016 - 2018 | 46    | 9     | 4      | 0.28      |
| Liverpool               | Uruguay     | 2018 - 2022 | 178   | 15    | 28     | 0.24      |
| Defensor                | Uruguay     | 2023        |       |       |        |           |
| Durazno                 | Uruguay     | 2024        |       |       |        |           |
| Total carrera           |             | 2006 - 2022 | 481   | 71    | 61     | 0.27      |

- Actualizado al último partido disputado el 16 de octubre de 2022.

## Palmarés

### Títulos nacionales
| Título             | Club                   | País    | Año  |
| ------------------ | ---------------------- | ------- | ---- |
| Segunda División   | Montevideo City Torque | Uruguay | 2017 |
| Torneo Intermedio  | Liverpool FC           | Uruguay | 2019 |
| Supercopa Uruguaya | Liverpool FC           | Uruguay | 2020 |
| Torneo Clausura    | Liverpool FC           | Uruguay | 2020 |
| Torneo Apertura    | Liverpool FC           | Uruguay | 2022 |